# Suka Mukti
Suka Mukti is een bestuurslaag in het regentschap Ogan Komering Ilir van de provincie Zuid-Sumatra, Indonesië. Suka Mukti telt 3115 inwoners (volkstelling 2010).